# Eugenia Weinstein
Eugenia Weinstein Levy (Santiago, 30 de julio de 1950) es una psicóloga y escritora chilena, ganadora del Premio del Colegio de Psicólogos 1983, por sus aportes a los Derechos Humanos. Entre 1993 y 1996 fue miembro del directorio de Televisión Nacional de Chile.

## Biografía
Nació en Santiago de Chile el 30 de julio de 1950 como hija de Jorge Weinstein y Luna Levy. Sus abuelos, de origen judío, llegaron a Chile y Argentina escapando de las persecuciones y asesinatos antisemitas en Macedonia y Ucrania respectivamente. Sus abuelos maternos llegaron a Chile como inmigrantes desde Monastir, su abuelo Levy llegó a Temuco a los 17 años de edad para trabajar en las exportaciones de frutos del país. Su madre nació en Temuco. Su padre, Jorge Weinstein nació en Argentina, producto de la migración de sus padres.[cita requerida]
Estudió en el colegio Santiago College y luego ingresó a la Escuela de Sicología de la Pontificia Universidad Católica de Chile. En segundo año se casó Se casó con Mario Waissbluth Subelman con quien tuvo dos hijos y lo acompañó  a los Estados Unidos a hacer un doctorado en Ingeniería Química en la Universidad de Wisconsin. En esos cuatro años Eugenia, estudió y obtuvo un Master of Science en Psicología en la misma universidad.[cita requerida]
Retornó a Chile en 1974, pero, al llegar al aeropuerto de Santiago, no se le permitió el ingreso al país debido a las críticas a la dictadura de Pinochet que realizó su marido, quien además perteneció al MAPU - Movimiento de Acción Popular Unitaria. Tras negársele la entrada al país, vivió en Buenos Aires, posteriormente se auto exilió en México, donde permaneció por casi 5 años. Durante su exilio, trabajó como sicóloga clínica y fue docente e investigadora de la Universidad Nacional Autónoma de México.[cita requerida]
Volvió a Chile en el año 1979, ingresando en la Fundación de Ayuda Social de Iglesias Cristianas,  organización cercana a la Vicaria de la Solidaridad, donde se desempeñó como psicóloga de Derechos Humanos. A partir del año 1987, formó parte del comando técnico de la opción "No" en el Plebiscito nacional de Chile de 1988, siendo la única mujer en formar parte de este grupo. En este comando se encargó de la formulación de los focus group y encuestas de cara al desarrollo del plebiscito
Se ha desempeñado como profesora en la Universidad Diego Portales y de Pontificia Universidad Católica de Chile. Ha escrito variadas columnas en el diario El Mercurio, específicamente sobre el tema “Parejas”, actividad que la hizo conocida a nivel nacional.[cita requerida]
Formó parte de diversos directorios, el de Televisión Nacional de Chile entre los años 1993 y 1996; el de la Fundación Chile 21, el Consejo del Servicio Nacional de la Mujer entre los años 2000 y 2002 entre otros. En 2002 formó parte del Consejo de ComunidadMujer.

## Obras
- Mujeres: La Sexualidad Secreta (1999), junto a Patricia Politzer[5]
- El Amor en los Tiempos del Cambio (2000)
- El Amor al Desnudo (2002)
- Los Amantes se Van al Cielo ( Y al Infierno También ) (2004)
- Parejas (Im)Perfectas (2006)
- Yo (no ) Quiero ser Feliz( 2009)
- Maldito Amor: Las Relaciones de Pareja de la A a la Z (2016)

## Reconocimientos
- Premio Colegio de Psicólogos por su aporte a los Derechos Humanos (1983)[6]
- Cien Mujeres Líderes del país (2003 y 2004)[7]